# ميا بيرنر
ميا بيرنر (بالنرويجية البوكمول: Mia Berner؛ بالسويدية: Mia Berner) هي عالمة اجتماع وفيلسوفة وكاتِبة وشاعرة نرويجية وسويدية، ولدت في 13 يونيو 1923 في ستافانغر في النرويج، وتوفيت في 9 ديسمبر 2009 في أوسلو في النرويج.